# Lista de províncias da Argentina por área
Abaixo segue uma lista das províncias da Argentina por área.
| Posição         | Província                                         | Capital                             | Superfície (km²) | Porcentagem | Densidade (hab/km²) |
| --------------- | ------------------------------------------------- | ----------------------------------- | ---------------- | ----------- | ------------------- |
| 1º              | Buenos Aires                                      | La Plata                            | 307.571          | 11,06%      | 48,50               |
| 2º              | Santa Cruz                                        | Río Gallegos                        | 243.943          | 8,77%       | 0,91                |
| 3º              | Chubut                                            | Rawson                              | 224.686          | 8,08%       | 2,03                |
| 4º              | Río Negro                                         | Viedma                              | 203.013          | 7,30%       | 2,93                |
| 5º              | Córdoba                                           | Córdoba                             | 165.321          | 5,94%       | 20,03               |
| 6º              | Salta                                             | Salta                               | 155.488          | 5,59%       | 7,73                |
| 7º              | Mendoza                                           | Mendoza                             | 148.827          | 5,35%       | 11,50               |
| 8º              | La Pampa                                          | Santa Rosa                          | 143.440          | 5,16%       | 2,30                |
| 9º              | Santiago del Estero                               | Santiago del Estero                 | 136.351          | 4,90%       | 6,28                |
| 10º             | Santa Fe                                          | Santa Fe                            | 133.007          | 4,78%       | 24,21               |
| 11º             | Catamarca                                         | San Fernando del Valle de Catamarca | 102.602          | 3,69%       | 3,71                |
| 12º             | Chaco                                             | Resistencia                         | 99.633           | 3,58%       | 10,47               |
| 13º             | Neuquén                                           | Neuquén                             | 94.078           | 3,38%       | 5,73                |
| 14º             | La Rioja                                          | La Rioja                            | 89.680           | 3,22%       | 3,73                |
| 15º             | San Juan                                          | San Juan de la Frontera             | 89.651           | 3,22%       | 7,65                |
| 16º             | Corrientes                                        | Corrientes                          | 88.199           | 3,17%       | 11,36               |
| 17º             | Entre Ríos                                        | Paraná                              | 78.781           | 2,83%       | 15,77               |
| 18º             | San Luis                                          | San Luis                            | 76.748           | 2,76%       | 5,58                |
| 19º             | Formosa                                           | Formosa                             | 72.066           | 2,59%       | 7,39                |
| 20º             | Jujuy                                             | San Salvador de Jujuy               | 53.219           | 1,91%       | 12,60               |
| 21º             | Misiones                                          | Posadas                             | 29.801           | 1,07%       | 35,62               |
| 22º             | Tucumán                                           | San Miguel de Tucumán               | 22.524           | 0,81%       | 64,70               |
| 23º             | Terra do Fogo, Antártida e Ilhas do Atlântico Sul | Ushuaia                             | 21.478(1)        | 0,77%       | 5,70                |
| 24º             | Cidade de Buenos Aires                            | -                                   | 203              | 0,01%       | 14.946,60           |
| TOTAL Argentina | TOTAL Argentina                                   | Buenos Aires                        | 2.780.400(1)     | 100%        | 14,15               |